# 大楠鼓雪
大楠 鼓雪（おおくす こゆき、1992年11月13日 - ）は、日本の元女子バレーボール選手である。

## 来歴
鹿児島県鹿児島市出身。名前の鼓雪は「太鼓の如くなびくように」と命名されたという。友人に誘われて、小学2年次よりバレーボールを始めた。
高校は地元のバレーボール強豪校である鹿児島市立鹿児島女子高等学校に進学した。同期に鳥越未玖、南美寿希がいる。同校在学中の2010年3月の第41回全国高等学校バレーボール選抜優勝大会ではベスト4に食い込み、自らもインプレッシブプレーヤー賞に輝いた。同年のインターハイでは準優勝に輝き、優秀選手賞を獲得した。翌年1月の第63回全日本バレーボール高等学校選手権大会でもベスト4となり、各大会での上位入賞に大きく貢献した。
2011年4月にVチャレンジリーグの大野石油広島オイラーズに入団し、センターの主力級として活躍したが、2016年3月に同チームを退団した。
2016年6月、Vプレミアリーグの岡山シーガルズは大楠の入団を発表した。同年10月30日のプレミアリーグ開幕戦、対NEC戦に途中出場しプレミアデビューを果たすとともに、アタック2得点、ブロック2得点をあげチームの勝利に貢献した。
チャレンジリーグIに降格した2017/18シーズンでは優勝に大きく貢献し、自らもMVP、サーブ賞を獲得した。
2019年6月27日、岡山シーガルズ公式サイトにて、同チームからの退団が発表された。

## プレースタイル
ミドルブロッカーとしては低身長であるが、豊かなジャンプ力で最高到達点300cmを誇る。スピードと高さがウリのセンタープレーヤーである。

## 所属チーム
- 鹿児島市立坂元台小学校（坂元台スポーツ少年団）
- 鹿児島市立坂元中学校
- 鹿児島市立鹿児島女子高等学校（2008-2011年）
- 大野石油広島オイラーズ（2011-2016年）
- 岡山シーガルズ #22（2016-2019年）

## 受賞歴
- 2010年
  - 第41回全国高等学校バレーボール選抜優勝大会：インプレッシブプレーヤー賞
  - インターハイ：優秀選手賞
- 2017/18 V・チャレンジリーグI：最高殊勲選手賞 / サーブ賞

## 個人成績
Vプレミアリーグレギュラーラウンドにおける個人成績は下記の通り。
| シーズン | 所属     | 出場                                    | 出場                                    | アタック                                | アタック                                | アタック                                | アタック                                | ブロック                                | ブロック                                | サーブ                                  | サーブ                                  | サーブ                                  | サーブ                                  | レセプション                            | レセプション                            | 総得点                                  | 備考                                    |
| -------- | -------- | --------------------------------------- | --------------------------------------- | --------------------------------------- | --------------------------------------- | --------------------------------------- | --------------------------------------- | --------------------------------------- | --------------------------------------- | --------------------------------------- | --------------------------------------- | --------------------------------------- | --------------------------------------- | --------------------------------------- | --------------------------------------- | --------------------------------------- | --------------------------------------- |
| シーズン | 所属     | 試合                                    | セット                                  | 打数                                    | 得点                                    | 決定率                                  | 効果率                                  | 決定                                    | /set                                    | 打数                                    | エース                                  | 得点率                                  | 効果率                                  | 受数                                    | 成功率                                  | 総得点                                  | 備考                                    |
| 2011/12  | 大野石油 | チャレンジリーグの為、記録を記載せず    | チャレンジリーグの為、記録を記載せず    | チャレンジリーグの為、記録を記載せず    | チャレンジリーグの為、記録を記載せず    | チャレンジリーグの為、記録を記載せず    | チャレンジリーグの為、記録を記載せず    | チャレンジリーグの為、記録を記載せず    | チャレンジリーグの為、記録を記載せず    | チャレンジリーグの為、記録を記載せず    | チャレンジリーグの為、記録を記載せず    | チャレンジリーグの為、記録を記載せず    | チャレンジリーグの為、記録を記載せず    | チャレンジリーグの為、記録を記載せず    | チャレンジリーグの為、記録を記載せず    | チャレンジリーグの為、記録を記載せず    | チャレンジリーグの為、記録を記載せず    |
| 2012/13  | 大野石油 | チャレンジリーグの為、記録を記載せず    | チャレンジリーグの為、記録を記載せず    | チャレンジリーグの為、記録を記載せず    | チャレンジリーグの為、記録を記載せず    | チャレンジリーグの為、記録を記載せず    | チャレンジリーグの為、記録を記載せず    | チャレンジリーグの為、記録を記載せず    | チャレンジリーグの為、記録を記載せず    | チャレンジリーグの為、記録を記載せず    | チャレンジリーグの為、記録を記載せず    | チャレンジリーグの為、記録を記載せず    | チャレンジリーグの為、記録を記載せず    | チャレンジリーグの為、記録を記載せず    | チャレンジリーグの為、記録を記載せず    | チャレンジリーグの為、記録を記載せず    | チャレンジリーグの為、記録を記載せず    |
| 2013/14  | 大野石油 | チャレンジリーグの為、記録を記載せず    | チャレンジリーグの為、記録を記載せず    | チャレンジリーグの為、記録を記載せず    | チャレンジリーグの為、記録を記載せず    | チャレンジリーグの為、記録を記載せず    | チャレンジリーグの為、記録を記載せず    | チャレンジリーグの為、記録を記載せず    | チャレンジリーグの為、記録を記載せず    | チャレンジリーグの為、記録を記載せず    | チャレンジリーグの為、記録を記載せず    | チャレンジリーグの為、記録を記載せず    | チャレンジリーグの為、記録を記載せず    | チャレンジリーグの為、記録を記載せず    | チャレンジリーグの為、記録を記載せず    | チャレンジリーグの為、記録を記載せず    | チャレンジリーグの為、記録を記載せず    |
| 2014/15  | 大野石油 | チャレンジリーグの為、記録を記載せず    | チャレンジリーグの為、記録を記載せず    | チャレンジリーグの為、記録を記載せず    | チャレンジリーグの為、記録を記載せず    | チャレンジリーグの為、記録を記載せず    | チャレンジリーグの為、記録を記載せず    | チャレンジリーグの為、記録を記載せず    | チャレンジリーグの為、記録を記載せず    | チャレンジリーグの為、記録を記載せず    | チャレンジリーグの為、記録を記載せず    | チャレンジリーグの為、記録を記載せず    | チャレンジリーグの為、記録を記載せず    | チャレンジリーグの為、記録を記載せず    | チャレンジリーグの為、記録を記載せず    | チャレンジリーグの為、記録を記載せず    | チャレンジリーグの為、記録を記載せず    |
| 2015/16  | 大野石油 | チャレンジリーグの為、記録を記載せず    | チャレンジリーグの為、記録を記載せず    | チャレンジリーグの為、記録を記載せず    | チャレンジリーグの為、記録を記載せず    | チャレンジリーグの為、記録を記載せず    | チャレンジリーグの為、記録を記載せず    | チャレンジリーグの為、記録を記載せず    | チャレンジリーグの為、記録を記載せず    | チャレンジリーグの為、記録を記載せず    | チャレンジリーグの為、記録を記載せず    | チャレンジリーグの為、記録を記載せず    | チャレンジリーグの為、記録を記載せず    | チャレンジリーグの為、記録を記載せず    | チャレンジリーグの為、記録を記載せず    | チャレンジリーグの為、記録を記載せず    | チャレンジリーグの為、記録を記載せず    |
| 2016/17  | 岡山     | 19                                      | 39                                      | 105                                     | 25                                      | 23.8%                                   | %                                       | 7                                       | 0.18                                    | 99                                      | 5                                       | %                                       | 12.8%                                   | 58                                      | 62.5%                                   | 37                                      |                                         |
| 2017/18  | 岡山     | チャレンジリーグIのため、記録を記載せず | チャレンジリーグIのため、記録を記載せず | チャレンジリーグIのため、記録を記載せず | チャレンジリーグIのため、記録を記載せず | チャレンジリーグIのため、記録を記載せず | チャレンジリーグIのため、記録を記載せず | チャレンジリーグIのため、記録を記載せず | チャレンジリーグIのため、記録を記載せず | チャレンジリーグIのため、記録を記載せず | チャレンジリーグIのため、記録を記載せず | チャレンジリーグIのため、記録を記載せず | チャレンジリーグIのため、記録を記載せず | チャレンジリーグIのため、記録を記載せず | チャレンジリーグIのため、記録を記載せず | チャレンジリーグIのため、記録を記載せず | チャレンジリーグIのため、記録を記載せず |
| 2018/19  | 岡山     |                                         |                                         |                                         |                                         | %                                       | %                                       |                                         |                                         |                                         |                                         | %                                       | %                                       |                                         | %                                       |                                         |                                         |

## 関係のある人物
| 鹿児島市立坂元台小学校時代のチームメイト - 南美寿希（1993年生） | 鹿児島市立坂元中学校時代のチームメイト - 南美寿希（1993年生） | 鹿児島女子高等学校時代のチームメイト - 鳥越未玖（1992年生） - 南美寿希（1993年生） |